# Alfons Gross
Alfons Gross oder Groß (* 29. Juli 1916 in Nunkirchen; † 4. März 1989 in Iserlohn) war ein deutscher SS-Hauptscharführer und Arbeitsdienstführer im KZ Mauthausen.

## Leben
Alfons Gross war Sohn eines Bergmannes. Vom 6. bis zum 14. Lebensjahr besuchte er die Volksschule und erlernte nach seiner Schulentlassung vom 1. September 1930 bis zum 1. April 1934 das Bäckerhandwerk. Er legte die Gesellenprüfung ab.
Am 1. April 1933 trat er der HJ bei. Gross meldete sich zur Reichswehr und wurde am 1. Oktober 1934 zum Infanterieregiment 21 in Coburg einberufen, wo er bis zum 10. Oktober 1935 diente. Zum 1. April 1936 trat er der SS bei (SS-Nummer 308.485) und wurde zur Totenkopfstandarte „Elbe“ einberufen, die im KZ Lichtenburg stationiert war. Am 2. Mai 1937 beantragte er die Aufnahme in die NSDAP und wurde rückwirkend zum 1. Mai desselben Jahres aufgenommen (Mitgliedsnummer 4.945.503). Ebenfalls 1937 kam er mit seiner Einheit nach Frankenberg. Im Jahre 1938 wurde er zur Totenkopfstandarte „Brandenburg“ nach Oranienburg versetzt. Dann nahm er am Einmarsch in Österreich teil.
Anfang 1939 wurde er zum KZ Mauthausen versetzt, wo man ihn in der SS-Küche als Lebensmittelmagazinverwalter einsetzte. Juli 1940 wurde er selbst zum Kommandanturstab des KZ Gusen kommandiert und dort zunächst als Kommandoführer im Steinbruch eingesetzt. Ende 1940 absolvierte er einen kurzen Zugführerlehrgang von sechs bis acht Wochen in Buchenwald und wurde im Anschluss an diesen zum SS-Scharführer befördert. Im Sommer 1941 erkrankte Gross als einer der ersten SS-Leute aus Gusen an Typhus und wurde längere Zeit im SS-Revier in Gusen behandelt. Im Oktober 1941 wurde er 2. Arbeitsdienstführer im KZ Gusen. In dieser Zeit war Gross an sogenannten Totbadeaktionen beteiligt: Gruppen von Häftlingen wurden zwangsweise über einen längeren Zeitraum eiskaltem Wasser ausgesetzt, bis sie zusammenbrachen, starben oder ertranken.
Am 3. Januar 1943 wurde er zum KZ Vught in Holland versetzt, wo er wieder als Arbeitsdienstführer eingesetzt wurde. Zum 1. September 1943 wurde er zum Hauptscharführer befördert. Einige Zeit später in einer Disziplinarsache gegen Karl Chmielewski und andere Angehörige des Kommandanturstabes von Vught ermittelte, wurde er inhaftiert und nach Oranienburg befohlen, wo er bis zum Zeitpunkt der Hauptverhandlung vor dem SS-Gericht in Berlin in Stubenarrest blieb. In dem Verfahren, das etwa Mitte 1944 in Berlin stattfand, wurde Chmielewski wegen erheblicher Verfehlungen wegen Schädigung des Ansehens der Truppe sowie wegen Misshandlung von Häftlingen, zu einer empfindlichen Freiheitsstrafe verurteilt, Gross jedoch freigesprochen. Ende 1944 wurde er zum Nebenlager Langeshut des KZ Groß-Rosen versetzt.
Gross geriet in britische Kriegsgefangenschaft, wo er blieb bis 1947. Er war in Deutschland als Beifahrer bei einer aus ehemaligen deutschen Soldaten gebildeten Hilfstruppe (GSO) eingesetzt. Seinen Wohnsitz hatte er 1947 in Hemer, wo seine Einheit stationiert war. Gross nahm nach Entlassung aus der Kriegsgefangenschaft eine Arbeitsstelle als Verkäufer bei einer Herrenoberbekleidungsfirma in Iserlohn an. Als diese Firma nach kurzer Zeit die Geschäfte aufgab, wurde er Verkäufer bei der Kleiderfabrik Schmidt & Co. in Dahlbruch bei Siegen, wo er sich eine zweite Wohnung nahm. Bei dieser Firma arbeitete er bis zu seiner Inhaftierung in dieser Sache am 4. November 1964 auf Grund des Haftbefehls des Amtsgerichts Iserlohn. In Untersuchungshaft befand er sich vom 4. November 1964 bis zum 7. Mai 1965 und erneut ab 6. Januar 1966. Am 29. Oktober 1968 vom Landgericht Hagen wurde er wegen Beihilfe zum Mord in einem Falle zu sechs Jahren Zuchthaus verurteilt. Am 7. Februar 1973 wurde er auf Bewährung aus der Haft entlassen. 1989 starb er in Iserlohn.

## Weblink
- Der Fall des SS-Oberscharführers Alfons Gross